# Synodus jaculum
Synodus jaculum är en fiskart som beskrevs av Russell och Cressey, 1979. Synodus jaculum ingår i släktet Synodus och familjen Synodontidae. Inga underarter finns listade i Catalogue of Life.